# Ajvar
Ajvar (iz turščine hayvar – osoljene ikre) je bila izvirno mešana solata iz jajčevcev, paprik in začimb.
Današnji ajvar se močno razlikuje od izvirnega. Današnja sestava temelji na paprikah in začimbah ter se uporablja le kot priloga predvsem pečenemu mesu z žara.